# Застосування пестицидів

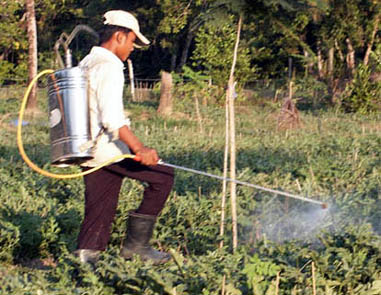
Ручний рюкзак типу обприскувача

Застосування пестицидів означає практичний спосіб, в якому пестициди, (включаючи гербіциди, фунгіциди, інсектициди або нематоди контрольні агенти) доставляються до своїх «біологічних цілей» (наприклад шкідника організму культури). Суспільне занепокоєння щодо використання пестицидів підкреслило необхідність зробити цей процес максимально ефективним, щоб мінімізувати їх викид в навколишнє середовище та вплив людини (включаючи операторів, сторонніх і споживачів продукції).  Практика управління шкідниками шляхом раціонального застосування пестицидів є надзвичайно багатопрофільна, що об'єднує багато аспектів біології та хімії з такими науками як: агрономія , інженерія, метеорологія, соціоекономіка і охорона здоров'я разом з новими дисциплінами, такими як біотехнологія і наукова інформатика.

## Насінне лікування
Насінне лікування може досягти винятково високої ефективності, з точки зору ефективної передачі дози на врожай. Пестициди застосовуються до насіння перед посадкою, у формі обробки насіння або покриття, для захисту від небезпечних для рослини небезпечних речовин. Крім того, ці покриття можуть забезпечувати додаткові хімікати та поживні речовини, призначені для стимулювання росту. Типовий насіннєве покриття може містити азот, фосфор і калій, рибіозний l шар, що містить  симбіотичний бактерії  та інші корисні мікроорганізми, а також фунгіцид, щоб зробити насіння менш вразливим до шкідників.

## Напилювання
Однією з найбільш поширених форм застосування пестицидів, особливо в звичайному сільському господарстві, є використання механічних розпилювачів. Гідравлічні обприскувачі складаються з бачка, насоса, ланцюга (для одних форсунок) або стріли і сопла (або декілька форсунок). Обприскувачі перетворюють формулювання пестицидів, часто містять суміш води (або іншого рідкого хімічного носія, наприклад, добрива), в краплі, які можуть бути великими краплями дощу або крихітними майже невидимими частинками. Це перетворення здійснюється шляхом примусування спрей-суміші через форсунки для розпилення під тиском. Розміри крапель можуть бути змінені завдяки використанню різних розмірів форсунок або шляхом зміни тиску, або комбінацією обох. Великі краплі мають перевагу тому, що вони менш сприйнятливі до дрейф спрею, але вимагають більше води на одиницю покритої землі. Через статичну електрику невеликі краплі здатні максимально збільшувати контакт із цільовим організмом, але необхідні дуже сильні умови вітру.

### Обприскування до і після виникнення культур

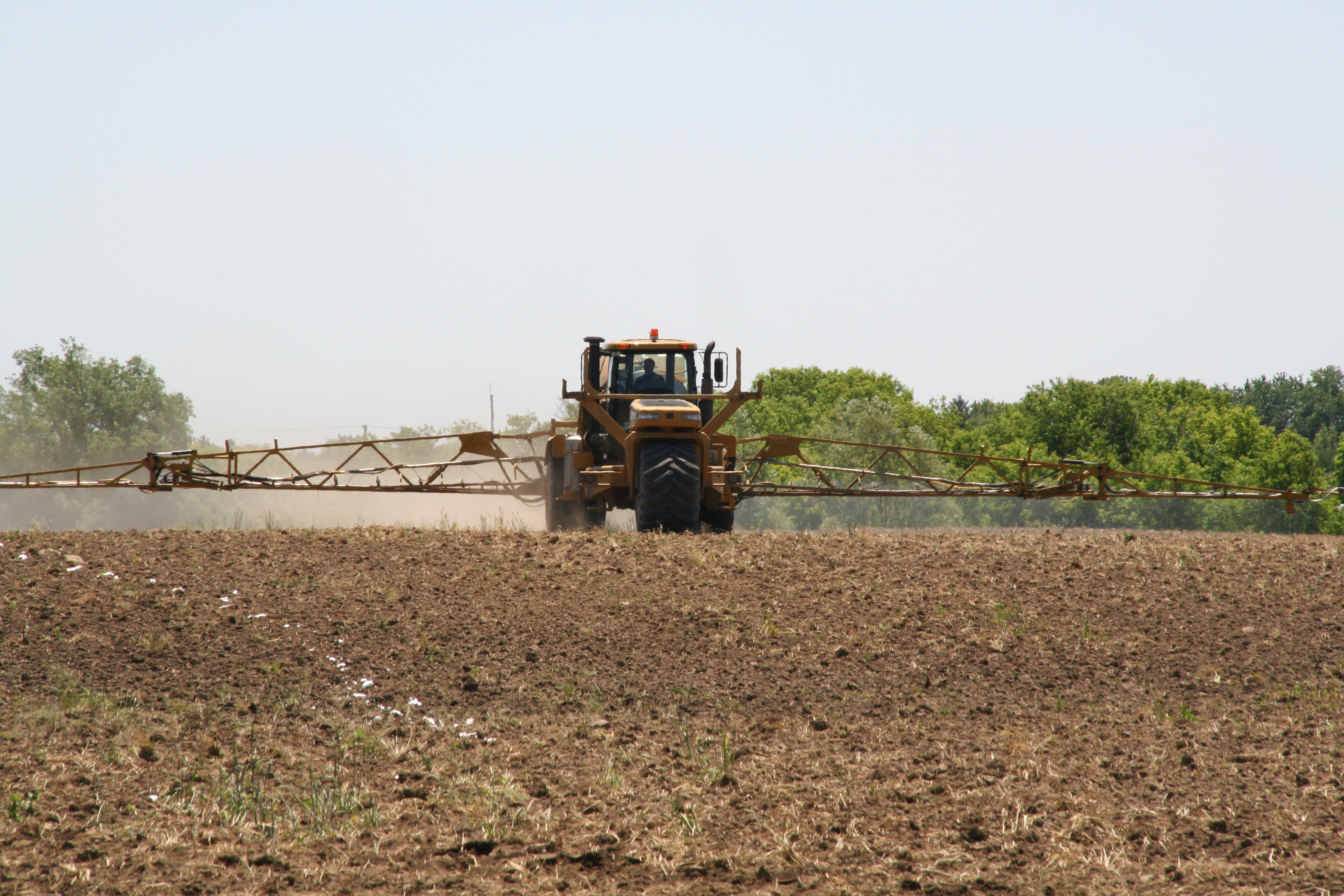
Великий самохідний сільськогосподарський обприскувач

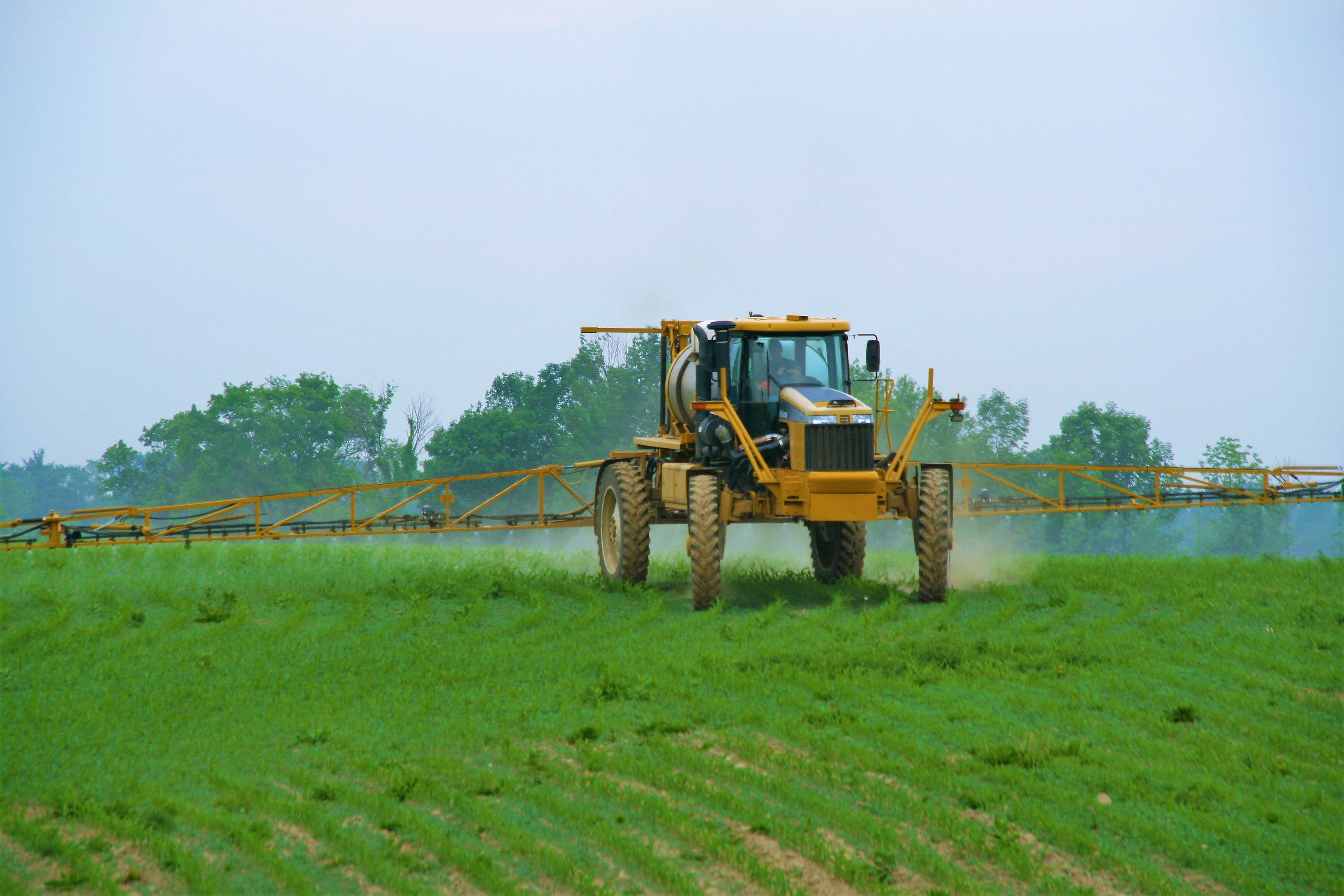
Самохідний обприскувач для посіву, який застосовує пестицид до кукурудзи після вирощування

Традиційні пестициди сільськогосподарських культур можуть бути застосовані до виникнення або після проростання рослини. Застосування пестицидів в традиційному сільському господарстві, спроба зменшити конкурентний тиск на пророслі рослини шляхом видалення небажаних організмів та збільшення кількості води, поживних речовин та сонячного світла, доступних для урожаю. Прикладом попереднього застосування пестицидів є атразин. Аналогічно, гліфосат суміші часто застосовуються до виникнення на сільськогосподарських полях для видалення рано проростаючих бур'янів і підготовки до наступних культур. Обладнання перед введенням в експлуатацію часто має великі, широкі шини, призначені для плавання на м'якому ґрунті, мінімізуючи як ущільнення ґрунту, так і пошкодження насаджених (але ще не виниклих) культур. Машина для нанесення на три колеса, така як на малюнку праворуч, розроблена таким чином, що шини не йдуть по одному шляху, мінімізуючи створення рухів у полі та обмежуючи пошкодження ґрунту.
Після впровадження пестицидів необхідно використовувати певні хімічні речовини, вибрані для мінімізації шкоди бажаному цільовому організму. Прикладом є 2,4-дихлорфеноксиацетична кислота, що пошкодить широкий лист(дводольні), але залишити позаду трава (однодольні) Наприклад, така хімічна речовина широко використовується на пшеничних культурах. Ряд компаній також створили генетично модифіковані організми, стійкі до різних пестицидів. Приклади включають:  соєві стійкі до гліфозату і  Bt кукурудза, які змінюють типи формулювань, що застосовуються при вирішенні наслідків тиску на пестициди після їх виникнення. Важливо також зазначити, що навіть при належному виборі хімічних речовин, високих температурах навколишнього середовища або інших впливів на навколишнє середовище, це може дозволити пошкодити нецільовий бажаний організм під час застосування. Оскільки рослини вже проросли, застосування після пестицидів вимагає обмеженого польового контакту, щоб мінімізувати втрати через пошкодження врожаю та ґрунту. У типовому виробничому обладнанні застосовуються дуже високі та вузькі шини, які поєднуються з корпусом обприскувача, який можна піднімати та опускати в залежності від висоти посіву. Ці обприскувачі, як правило, несуть маркування "високий пропуск", оскільки вони можуть підніматися над вирощуванням культур, хоча зазвичай вони не набагато більше, ніж 1 або 2 метра. Крім того, ці розпилювачі часто мають дуже широкі буму, щоб мінімізувати кількість проходів, необхідних над полем, знову призначені для обмеження пошкодження врожаю та максимальної ефективності. У промисловому сільському господарстві розпилювальні стріли шириною 120 футів (40 метрів) не рідкісні, особливо в землеробстві з великими плоскими полями. Що стосується цього, застосування повітряних пестицидів є способом верхнього одягу пестицидів до виникненого врожаю, що усуває фізичний контакт з ґрунтом та культурами.
Обприскувачі з повітряним розрядом, також відомі як обприскувачі з повітрям або туманом, часто використовуються для високих культур, таких як фрукти дерев, де бобові обприскувачі та повітряне застосування не будуть ефективними. Ці типи обприскувачів можна застосовувати лише там, де витікання з розпиленням-спреєм - менш вагомим завдяки вибору хімічного речовини, який не має небажаного впливу на інші бажані організми, або шляхом адекватної відстані буфера. Вони можуть бути використані для комах, бур'янів та інших шкідників культур, людей та тварин. Пневматичні обприскувачі вводять рідину в швидко рухливий потік повітря, розщеплюючи великі крапельки на більш дрібні частинки, вводячи невелику кількість рідини в швидкий рух повітря.
Аерозольні генератори виконують аналогічну роль при опіках на тумані при виробництві дуже малих частинок, але використовують інший метод. Оскільки обприскувачі туману створюють високошвидкісний потік повітря, який може проїхати значні відстані, вогники використовують поршення або сильфони, щоб створити застійну область пестицидів, яка часто використовується для закритого приміщення, наприклад, будинків та притулків для тварин.

### Розпилення неефективності
Для кращого розуміння причини неефективності спрею корисно подумати про наслідки великого діапазону краплі розмірів, вироблених типовими (гідравлічними) розпилювачами. Давно це визнано однією з найважливіших понять застосування спрею (Хімель, 1969), що призводить до величезних коливань властивостей крапель.
Історично склалося так, що передача дози до біологічної мішені виявилася неефективною.  Однак пов'язання "ідеальних" родовищ з біологічним ефектом ускладнене ), але, незважаючи на занепокоєння Хіслопа про деталі, було декілька демонстрацій про те, що величезна кількість пестицидів витрачаються на те, щоб вилучити урожай з ґрунту у процесі, що називається ендо-дрейф. Це менш знайома форма дрейф пестицидів, з екзо-дрейфом, що викликає значно більшу громадськість. Пестициди традиційно застосовуються за допомогою пульверизаторів [Архівовано 29 червня 2018 у Wayback Machine.], або на ручних розпилювачах або на тракторах, де композиції змішуються у великі обсяги води.
Різні розміри крапель мають різко різні характеристики розсіювання і піддаються складним макро- та мікро кліматичним взаємодіям (Баше & Джонстоун, 1992). Значно спрощує ці взаємодії з точки зору розміру крапель та швидкості вітру,Креймер & Бойл  зробив висновок, що існують, по суті, три набори умов, за яких крапли рухаються від насадки до мішені. Ось де:
- Домінує седиментація: як правило, більші (>100 мкм) крапельки застосовуються при низьких швидкостях вітру; краплі вище такого розміру підходять для мінімізації забруднення дріму гербіцидами.

Домінують турбулентні вихри: як правило, невеликі краплі (<50 мкм), які зазвичай вважаються найбільш придатними для орієнтації літаючих комах, за винятком випадків, коли присутній електростатичний заряд, що забезпечує необхідну силу для залучення крапель до листя. (останні ефекти працюють лише на дуже коротких відстанях, як правило, до 10 мм.)
- проміжні умови, де важливі як осадовий, так і дрейфовий ефекти. Більшість сільськогосподарських інсектицидів та розпилення фунгіцидів оптимізується за допомогою порівняно невеликих крапель (наприклад, 50-150 мкм) для максимального "покриття" (крапель на одиницю площі), але також піддаються дрейфу.

#### Гербіцидні випаровування
Випарювання гербіцидів означає випаровування або сублімація летючого гербіциду. Ефект газоподібного хімічного матеріалу втрачається в передбачуваному місці його застосування та може рухатися за вітром та впливати на інші рослини, які не повинні зазнавати впливу, що завдає шкоди урожаю. Гербіциди різняться у сприйнятливості до випаровуванню. Швидке включення гербіциду в ґрунт може зменшити або запобігти летючій силі. Вітер, температура та вологість також впливають на швидкість випаровування при зниженні вологості. 2,4-D та дікамби - це звичайно використовувані хімічні речовини, які, як відомо, піддаються летючій силі , але є багато інших. Застосування гербіцидів пізніше в сезон для захисту стійких до гербіцидів генетично модифікованих рослин підвищує ризик випаровування, оскільки температура вища, а внесення в ґрунт непрактичне.

### Покращена орієнтація

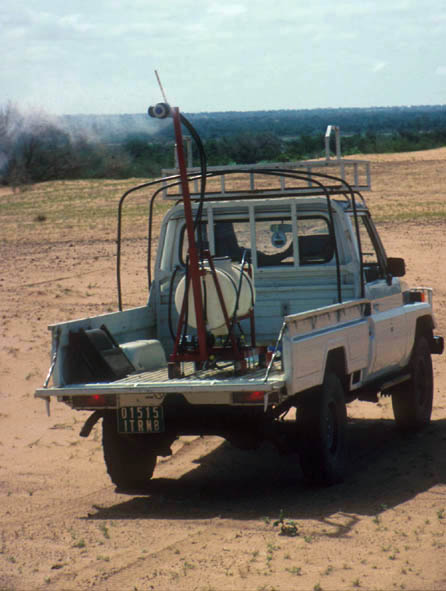
The Ulvamast Mk II:розпилювач ULV для контролю сараною (фото зроблено в Нігерії)

У 1970-х і 1980-х рр. вдосконалені технології застосування, такі як контрольоване додавання крапель, отримали великий інтерес до досліджень, але комерційне поглинання було невтішним. Контролюючи розмір крапель, частота застосування або дуже низького об'єму застосування пестицидних сумішей може досягти подібних (або навіть кращих) біологічних результатів за рахунок поліпшення часу та передачі дози до біологічної мішені тобто шкідника. Не було розроблено ніяких форсунок, здатних виробляти однорідні (монодисперсні) краплі, але форсунки з ротаційним (крутильним диском і кліткою), як правило, виробляють більш рівномірний спектр крапель, ніж звичайні гідравлічні форсунки (див. CDA & ULV прикладне обладнання [Архівовано 30 травня 2018 у Wayback Machine.]). Інші ефективні методи застосування включають в себе: накладання, прибивання, спеціальне розміщення гранул, обробка насіння та протирання саджанкою.
Контрольоване додавання крапель є гарним прикладом раціональної технології використання пестицидів (Бейтман, 2003), але, на жаль, з початку 90-х років вона не була узгоджена з органами державного фінансування. З іншого боку, компанії з пестицидами навряд чи широко сприятимуть кращому націлюванню і тим самим скоротять обсяг продажів пестицидів, якщо вони не можуть отримати користь, додаючи вартість продуктів іншим способом. раціональні технології використання пестицидів різко контрастують із заохоченням пестицидів та багатьма проблемами агрохімії, однак усвідомлюючи, що контроль над продуктами забезпечує кращу довгострокову прибутковість, ніж продажі з високим тиском зменшується кількість нових молекул "срібної кулі". Таким чином, раціональні технології використання пестицидів можуть забезпечити відповідну основу для співпраці багатьох зацікавлених сторін у галузі захисту рослин.
Розуміння біології та життєвого циклу шкідника також є важливим чинником визначення розміру крапель. Наприклад, служба сільськогосподарських досліджень провела випробування для визначення ідеального розміру крапель пестициду, який використовується для боротьби з кукурудзяними вуграми. Вони виявили, що для того, щоб бути ефективним, пестицид повинен проникати через кукурудзяний шовк, де вилуплюються личинки хребта. Дослідження дійшли висновку, що більші пестицидні краплі найкраще проникають у цільовий кукурудзяний шовк.  Знання того, де відбувається знищення шкідника, має вирішальне значення для націлювання на необхідну кількість пестицидів.

### Якість та оцінка обладнання

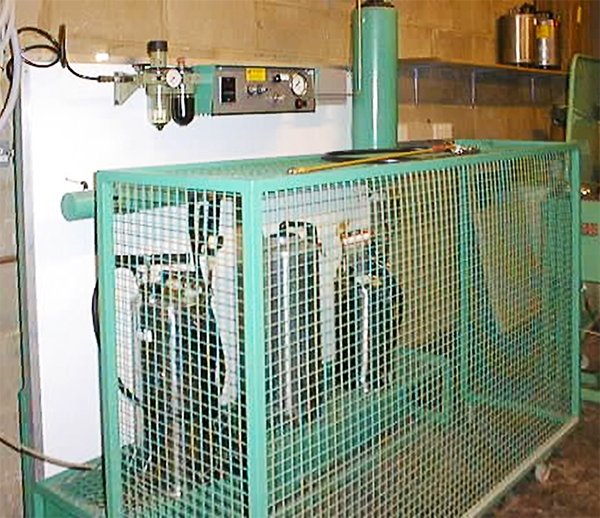
IPARC вибудовує і проводить випробування на усталость для Всесвітньої організації охорони здоров'я зносостійкого обладнання: застосовується для обприскування залишків у приміщеннях (IRS) проти комарів, інших векторів захворювань та (іноді) у сільському господарстві

Забезпечення якості обприскувачів шляхом тестування та встановлення стандартів для обладнання та застосування є важливим, щоб забезпечити користувачам ціну і гроші.  Оскільки більшість обладнання використовує різні гідравлічні форсунки, різні ініціативи намагалися класифікувати якість спрею, починаючи з системи BCPC. 

## Інші способи застосування
- Обладнання для застосування гранул [Архівовано 30 травня 2018 у Wayback Machine.]
- Застосування пилу [Архівовано 30 травня 2018 у Wayback Machine.]

## Див. Також
- Аерозольний диспенсер
- Інтегрований захист рослин
- Дезінсекція
- Пестициди
- Інсектицид
- Фунгіцид
- Пульверизатор
- Форсунка

## Додаткове читання
- Matthews GA, Bateman R, Miller P (2014)  Методи застосування пестицидів  4 видання Wiley, Chichester, UK 517 pp.
- Matthews G.A. (2006) "Пестициди: охорона здоров'я, безпека та навколишнє середовище" "Блеквелл, Оксфорд
- Баше Д.Х., Джонстоун, Д.Р. (1992)  Мікроклімат та розпорошування розпилення  Елліс Хорвуд, Чичестер, Англія.

## Зовнішні посилання
- Міжнародний дослідницький центр із застосування пестицидів (IPARC) [Архівовано 1 серпня 2015 у Wayback Machine.]
- Міністерство сільського господарства, продовольства та сільських районів Онтаріо - Зберігання, поводження та застосування пестицидів
- Stewardship Community [Архівовано 2 березня 2022 у Wayback Machine.] працюють разом, щоб сприяти безпечному та ефективному використанню пестицидів.